# Tommy Ryan
Tommy Ryan pseudonimo di Joseph Youngs (Redwood, 31 marzo 1870 – Phoenix, 3 agosto 1948) è stato un pugile statunitense.
Fu un famoso campione dei pesi welter e pesi medi la cui carriera pugilistica si svolse nel periodo 1887-1907.
Ryan era considerato un pugile dal pugno estremamente potente, e molti lo ritengono uno dei più grandi pesi medi di ogni epoca.
La International Boxing Hall of Fame lo ha riconosciuto tra i più grandi pugili di ogni tempo.
Ryan è stato inserito da Ring Magazine nell'elenco dei 100 più potenti picchiatori della storia del pugilato.

## La carriera
Ryan iniziò la carriera nel 1887, e il 26 luglio 1894 vinse il titolo dei welter battendo Mysterious Billy Smith.
Combatté anche diversi incontri dichiarati No Contest, come era usuale per i tempi.
Un altro episodio topico della carriera di Ryan fu quello del 21 marzo 1896, quando fu sconfitto da Kid McCoy con un KO, l'unico della sua vita, in incontro che contribuì a quella che divenne poi la leggenda di McCoy.
McCoy era allora uno sparring partner di Ryan, e dovette subire una serie di ripassate da parte del proprio datore di lavoro, che era noto per non avere pietà degli sparring.
Il risultato fu che McCoy iniziò ad odiarlo e a cercare la vendetta.

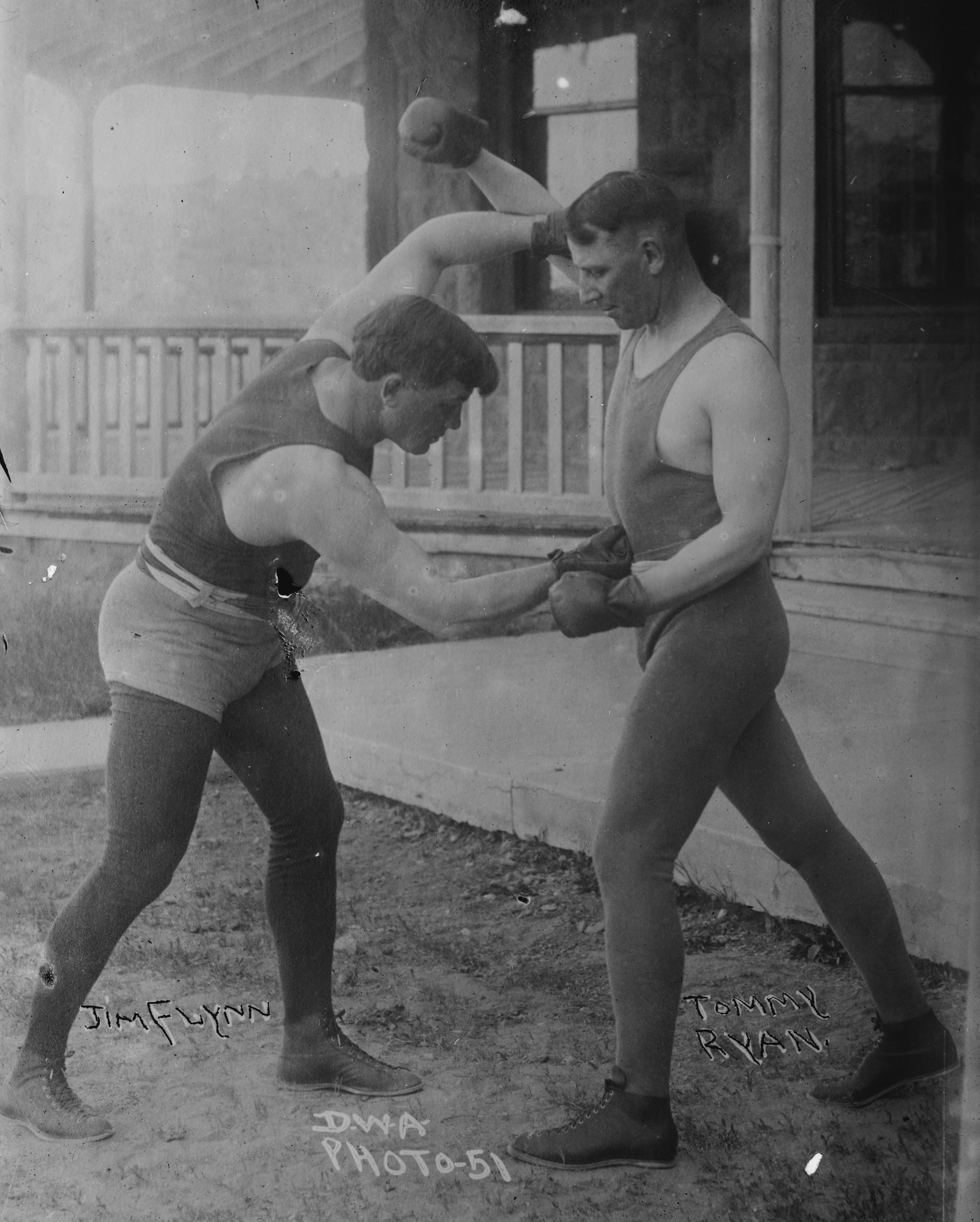
Tommy Ryan e Fireman Jim Flynn, anni 1910-1915.

Si dice che McCoy, che era sottile, magro e con un aspetto complessivamente fragile, avesse convinto Ryan, prima del loro match, di essersi seriamente ammalato.
McCoy era famoso per i suoi imbrogli, e pare che per avvalorare la bugia si fosse dato una passata di farina sulla faccia in modo da convincere Ryan, che cascò nel tranello e prese sottogamba l'avversario, presentandosi impreparato all'incontro.
Che si tratti di una leggenda popolare o meno, vero è che l'incontro, svoltosi il 2 marzo 1896 a New York, Ryan fu messo KO dal proprio ex sparring al 15º round.
I due si incontrarono altre due volte, nel 1897 e nel 1900, in incontri che furono dichiarati pari.
Verso la fine della carriera e dopo una serie impressionante di vittorie, Ryan incontrò anche Philadelphia Jack O'Brien, in un incontro No Contest.
Ryan ebbe un ruolo importante anche nella carriera del campione dei pesi massimi James J. Jeffries.
Si ritiene infatti che Ryan, allenando Jeffries, gli abbia cambiato la posizione di combattimento rendendola meno contratta.
Ryan contribuì ad allenare anche James J. Corbett nel suo secondo tentativo di strappare la corona a Jeffries. Corbett, tuttavia, biasimò in seguito la strategia di Ryan accusandola di avergli causato la sconfitta.